# I Love You Phillip Morris
I Love You Phillip Morris – amerykańsko-francuski komediodramat z 2009 roku w reżyserii Johna Requa i Glenna Ficarra. Historia oparta jest na życiu Stevena Russella, homoseksualisty, genialnego oszusta i wielokrotnego uciekiniera z amerykańskich więzień. Film jest adaptacją książki "I Love You Phillip Morris: A True Story of Life, Love, and Prison Breaks" napisanej przez Steve'a McVickera.
Zdjęcia kręcono w Los Angeles, Miami, Nowym Orleanie i Shreveport.

## Obsada
- Jim Carrey jako Steven Russell
- Ewan McGregor jako Phillip Morris
- Antoni Corone jako Lindholm
- David Jensen jako sędzia
- Michael Showers jako Gary
- Griff Furst jako Mark
- Louis Herthum jako doktor
- Leslie Mann - Debbie
- Rodrigo Santoro - Jimmy
- Michael Mandel - Cleavon
- Annie Golden - Eudora
- Marylouise Burke - Barbara Bascombe

i inni